# Plectrophora triquetra
Plectrophora triquetra — вид многолетних трявянистых растений из рода Плектрофора семейства Орхидные.
Вид не имеет устоявшегося русского названия, в русскоязычных источниках используется научное название Plectrophora triquetra. Одно из возможных русских названий — плектрофора трёхгранная.
Английское название — The Triangular Plectrophora.

## Синонимы
- Trichocentrum triquetrum Rolfe, 1891basionym

## Этимология
Вид описан ботаником Робертом Ролфе в 1891 году как Trichocentrum triquetrum.
Родовое название образовано от греческих слов plektron «петушиная шпора» и phoros «носить, переносить, перевозить», указывающих на наличие шпорца.
Видовое латинское название triquetra переводится как «треугольник».

## Биологическое описание
Миниатюрные симподиальные растения. Розетка листьев веерообразная.
Ризома короткая. Корни тонкие, покрыты веламеном.
Листья расположены веерообразно, удлинённо-клиновидные.
Соцветие кистеобразное, около 4 см в длину.
Цветки жёлтые, ароматные, 6,5 см в диаметре. Цветение может происходить в любое время года.

## Ареал, экологические особенности
Эквадор, Перу.
Эпифит в горных влажных тропических лесах на высотах от 800 до 1600 метров над уровнем моря.
Охраняемый вид. Входит в Приложение II Конвенции CITES. Цель Конвенции состоит в том, чтобы гарантировать, что международная торговля дикими животными и растениями не создаёт угрозы их выживанию.

## В культуре
Температура воздуха днем 24-26 °C, ночью 13-16 °C (перепад температур 9-12 °C).

Относительная влажность воздуха — 80 %.

Освещение — тень.

Ярко выраженного периода покоя нет. В зимнее время при понижениях температуры полив лучше сократить, но растения не должны пересыхать полностью.